# Абдуррахман ибн Ауф
Абдуррахма́н ибн Ауф аль-Кураши (араб. عبد الرحمن بن عوف‎; 580, Мекка — 652, Медина) — один из наиболее известных сподвижников пророка Мухаммада.
До принятия ислама он носил имя Абд аль-Кааба («Раб Каабы»). 

## Имя
Оба его родителя были из клана Зухра племени курайшитов в Мекке. Его отцом был 'Ауф ибн 'Абд-'Ауф, а матерью - аш-Шифа бинт 'Ауф.
Его настоящее имя было Абду Амр («слуга Амра»). Именно Мухаммед мир ему переименовал его в Абдур Рахмана («слуга Милосердного»). Также говорят, что его настоящее имя было Абдул Кааба. Его имя также транслитерируется как Абдель Рахман ибн Ауф.

## Биография
Абдуррахман ибн Ауф родился в 580 году в Мекке. Абдуррахман одним из первых принял ислам. Он участвовал на собраниях в доме аль-Аркама и дважды эмигрировал в Эфиопию и Медину.
Переселившись в Медину, Абдуррахман ибн Ауф участвовал в создании первого мусульманского государства. Он принимал участие во всех сражениях между мусульманами и их врагами.
После смерти пророка Мухаммада мир ему Абдуррахман ибн Ауф оказывал помощь Праведным халифам Абу Бакру и Умару. Он умер в 652 году в Медине.
После гибели Умара ибн аль-Хаттаба, Абдуррахман стал одним из шести кандидатов на власть в Халифате. Участники совета «шести» определились с выдвижением кандидатур Али и Усмана и должны были выбрать одного из двух кандидатов. Абдуррахман ибн Ауф некоторое время колебался, но сделал свой выбор в пользу Усмана. Голос Абдуррахмана был решающим, и Усман стал третьим Праведным халифом.

## Личная жизнь
Абдур Рахман ибн 'Ауф был известен своим богатством. Он также был известен своим проницательным предпринимательством. После хиджры в Медине, куда он попал бедняком, он занялся производством топленого сыра и масла. Этот бизнес в сочетании с подарком Мухаммада двух небольших пальмовых рощ под названием аль-Хаш и ас-Салил в Сирии быстро принес огромную прибыль.
Было записано, что Абдур Рахман владел сотней лошадей в своей конюшне, тысячей верблюдов и десятью тысячами овец , которые все паслись на территории Аль-Баки. Район также обрабатывался двадцатью верблюдами Абдур-Рахмана, что позволяло семье Абдур-Рахмана ежегодно извлекать продовольствие из продукции земли. Поскольку Абдур Рахман участвовал во всех битвах Мухаммеда, Асад К. Ахмед считал, что его богатство существенно выросло из-за большой части военных трофеев, которые он получил в большинстве сражений. После своей смерти Абдур Рахман оставил такое наследство, что одна только четверть его имущества стоила 84 000 динаров. Абдур-Рахман в свое время был известен как деловая сенсация.